# بابولا أسقف أنطاكية
القديس مار بابولا (بابيلا) الشهيد (السريانية : ܒܐܒܘܠܐ) (237 ـ 251)
هو أسقف أنطاكية الثالث عشر، خلف القديس زبينا سنة 237 أو 238 وترأس ثلاث عشرة سنة وعاصر ثلاثة قياصرة رومان هم غورديان وفيلبس وداقيوس،
وتعد ترجمة حياته من أهم حوادث تاريخ كنيسة أنطاكية في القرون الثلاثة الأولى بعد حادثة استشهاد القديس إغناطيوس النوراني.
أشتهر بتمسكه بالإيمان، وحرصه على تطبيق الشرائع الإلهية وشجاعته وغيرته الوقادة مما جعل الذهبي الفم يشبهه بالنبي إيليا ويوحنا المعمدان.
واشتهر عنه بمنعه القائد فيليب العربي الحوراني المنتخب قيصراً من دخول الكنيسة في أنطاكية ليلة عيد الفصح المقدس سنة 244 وألزمه وزوجته بالانضمام إلى صف الموعوظين الذين اعتنقوا الدين المسيحي ولم يعتمدوا بعد أو الخطاة التائبين ولم يرض أن يقبلهما في الكنيسة في عداد المؤمنين الصالحين.